# Pumilia
Pumilia novaceki — викопний ігуанід, який жив на території сучасного Палм-Спрінгса, Каліфорнія, від бланканського до ірвінгтонського етапів пліоцену до раннього плейстоцену. Наразі це відомо по частково роздробленому черепу. Особливості черепа демонструють як базальні риси ігуани, так і характери, дуже схожі на сучасну ігуану, що свідчить про те, що жива тварина могла нагадувати молоду зелену ігуану.